# Philipp III. (Frankreich)
Philipp III., genannt der Kühne (französisch: Philippe III le Hardi; * 3. April 1245 auf der Burg Poissy; † 5. Oktober 1285 in Perpignan) stammte aus dem Haus der Kapetinger und war von 1270 bis 1285 König von Frankreich.

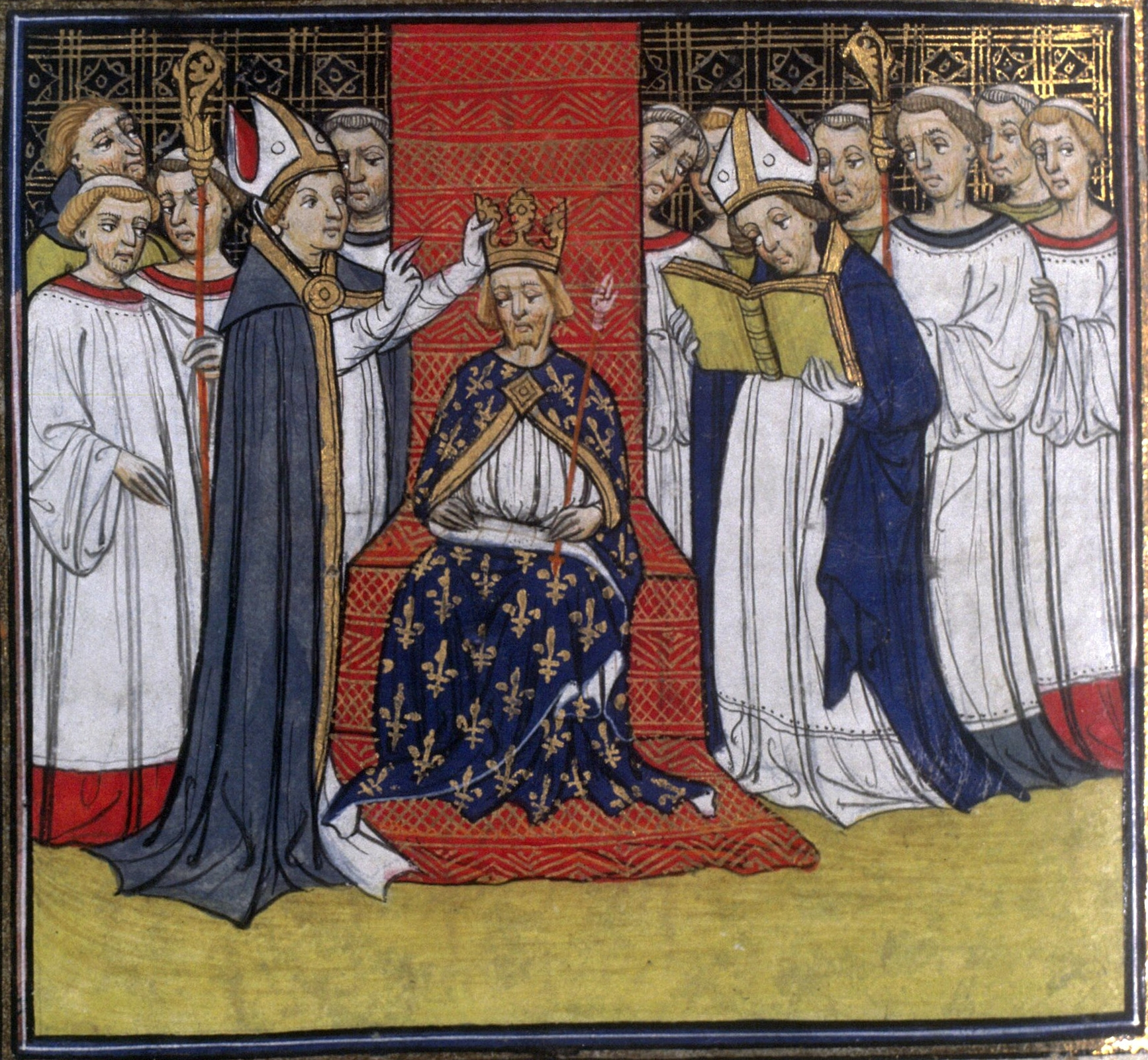
Krönung Philipps III. von Frankreich
(Grandes Chroniques de France, 14. Jahrhundert)

## Leben

### Herkunft und Jugend
Philipp war der zweite Sohn von König Ludwig IX. dem Heiligen von Frankreich und dessen Gemahlin Margarete von der Provence, nach dem Tod seines älteren Bruders Ludwig 1260 wurde er Thronerbe. 1262 wurde er mit Isabella von Aragón verheiratet, welches das nach dem Vertrag von Corbeil entstandene Einvernehmen zu Aragón festigen sollte. Anlässlich des Pfingstfestes 1267 erhielt Philipp in Paris die Schwertleite zum Ritter verliehen.
Bereits vor seiner Thronbesteigung ließ ihn seine Mutter einen geheimen Eid leisten, mit dem er sich verpflichtete, bis zu seinem 30. Lebensjahr unter ihrer Vormundschaft zu bleiben. Dieser Eid wurde auf Veranlassung seines Vaters vom Papst Urban IV. aufgehoben. Doch blieb Philipp unter starkem Einfluss seiner Mutter und ab 1270 auch seines Onkels Karl von Anjou. 1270
befand er sich mit seinem Vater und seiner Frau Isabella in Tunis, als sein Vater starb und er die Krone erbte. In dieser Situation wurde Philipp von seinem Onkel Karl von Anjou unterstützt, der unmittelbar nach dem Tod Ludwigs IX. in Tunis eingetroffen war. Auf seinen Rat hin schloss er mit dem Kalifen von Tunis Muhammad I. al-Mustansir einen mäßig rühmlichen Frieden und kehrte über Italien nach Paris zurück. Noch von Afrika aus bestätigte er die von seinem Vater eingesetzte Regentschaft des Abtes Matthäus von Saint-Denis und des Simon von Clermont. Anfang 1271 verstarb seine Frau auf dem Rückweg nach Frankreich an den Folgen eines Reitunfalls in Cosenza. Somit sorgte sich Philipp nach seiner Ankunft in Paris um die Beisetzung nicht nur seines Vaters, sondern auch seiner Gattin. Erst danach wurde er am 15. August 1271 offiziell in Reims gekrönt.

### Herrschaft
1271 erbte er nach dem Tod seines Onkels Alfons die Grafschaft Toulouse, von welcher er dem päpstlichen Stuhl die Grafschaft Venaissin auf dem Konzil von Lyon 1274 abtrat. Karl von Anjou erhob allerdings einen Anspruch auf das Erbe Alfons’, was einen Rechtsstreit nach sich zog, der bis 1284 verhandelt wurde. Dies brachte einen zukunftsweisenden Diskurs der Juristen in Gang, welcher die Königsnachfolge zur Frage und die Benennung aller Nachkommen Ludwigs des Heiligen als „von Frankreich“ (de France) zur Folge hatte. 1272 führte Philipp einen großen Heerzug in den Süden des Königreiches, um dort den revoltierenden Graf Roger Bernard III. von Foix zu unterwerfen. Außerdem ließ sich Philipp vom Papst Gregor X. für dessen Kreuzzugspläne gewinnen und leistete ein Jahr später in einer feierlichen Zeremonie das Kreuzzugsversprechen. Dies blieb jedoch folgenlos, weil Gregor X. bereits wenige Monate später starb. Bereits 1273 führte Karl von Anjou mit Gregor X. Verhandlungen, deren Ziel die Wahl Philipps zum Kaiser des Heiligen Römischen Reiches war. Dieses Vorhaben scheiterte daran, dass weder der Papst noch die maßgeblichen deutschen Fürsten an der Ausdehnung des Machtgebiets der französischen Krone interessiert waren. Mit der Wahl Rudolfs von Habsburg am 1. Oktober 1273 brachen alle Ambitionen der französischen Seite in sich zusammen.
Zu einem einvernehmlichen Verhältnis gelangte Philipp mit König Eduard I. von England, nachdem er diesem im Vertrag von Amiens 1279 die Grafschaft Agenais überlassen hatte. Eduard hatte zwar schon 1274 für die Guyenne den im Vertrag von Paris 1259 verfügten Lehnseid geleistet, doch hatte er das Agenais aus der Erbmasse des Grafen Alfons gefordert, weil dieses Land einst durch die Ehe seiner Großtante Johanna von England († 1199) an das Haus Toulouse gelangte. Mit dem erbenlosen Tod Alfons beanspruchte Eduard die Rückgabe dieser Mitgift, obwohl die französische Krone das Agenais als erledigtes Lehen behandeln und es der Krondomäne hinzufügen konnte. Der Abschluss des Vertrages von Amiens kam deshalb unter maßgeblicher Beteiligung der Mütter beider Könige, die Schwestern waren, zustande. Somit haben sich alle Probleme, die sich aus der Erbschaft Alfons’ von Toulouse ergaben, erledigt.
Die Heirat mit Maria von Brabant am 21. August 1274 brachte eine große Veränderung der Situation bei Hofe und damit auch der Politik des Königs. Der bis dahin fast allmächtige Kämmerer Pierre de la Brosse wurde zunehmend in seiner Macht beschränkt. Da er darin die Auswirkungen des Einflusses der neuen Königin sah, versuchte de la Broce Marias Stellung durch die Behauptung zu erschüttern, sie habe den 1276 plötzlich verstorbenen Ludwig, Sohn Philipps III. aus der ersten Ehe, vergiftet, um damit ihren eigenen Kindern den Weg zum Thron freizumachen. Doch konnte der Verdacht entkräftet werden. Es war klar, dass de la Broces Tage nach dem Misslingen seiner Kampagne gezählt waren. 1278 wurde er hingerichtet. Der französische Hof blieb jedoch in Anhänger Marias und Karls von Anjou und die Anhänger der Königinmutter Margarete gespalten.
Als im Juli 1274 König Heinrich III. von Navarra starb, zeigten sowohl Kastilien als auch Frankreich an seiner Erbmasse Interesse. Auf Betreiben Karls von Anjou wurde 1275 zwischen der Regentin Navarras Blanca von Artois und Philipp III. der Vertrag von Orléans geschlossen, in dem Blanca die Vormundschaft über ihre Tochter Johanna an die französische Krone abtrat. 1284 wurde der zum Thronerben aufgerückte Philipp, der künftige Philipp IV. mit Johanna von Navarra verheiratet, was dem Haus der Kapetinger einen großen territorialen Zugewinn brachte.

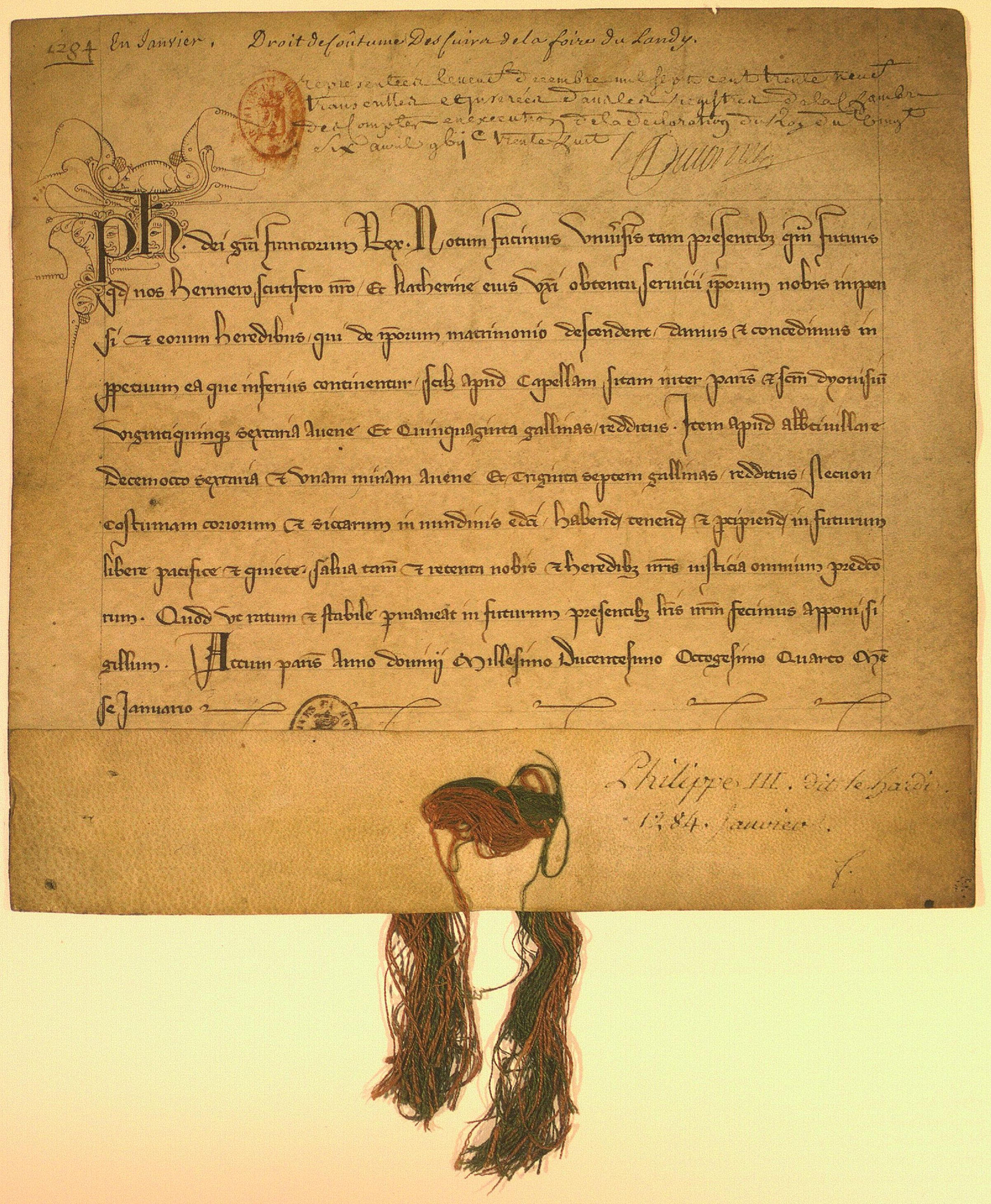
Eine Urkunde Philipps III. von Januar 1285. Paris, Archives nationales, K 35, Nr. 9

### Untergang in Aragón
1282 verlor Karl von Anjou durch die Sizilianische Vesper die Herrschaft über die Insel an König Peter III. von Aragón, der über seine Frau als Erbin der Staufer begründete Ansprüche auf die Insel geltend machte. Dieses Ereignis wurde von Philipp III. als Kränkung Frankreichs empfunden und er setzte alle ihm zur Verfügung stehenden Mittel ein, um diese angebliche Schmach zu rächen. 1282 verhängte der Papst Martin IV. über Peter III. von Aragón den Kirchenbann und verkündete, dass ein Krieg gegen diesen und die Rebellen auf Sizilien wie ein Kreuzzug gegen „Ungläubige“ zu betrachten sei. Darüber hinaus bot der päpstliche Legat Johannes Cholet Philipps neugeborenem Sohn den Thron und Aragonien an. Der Kreuzzug gegen Aragón fand jedoch nicht nur Unterstützung. Insbesondere der Thronerbe Philipp der Schöne missbilligte diese Vorgehensweise seines Vaters gegen seinen Onkel mütterlicherseits, den König Peter III. von Aragón.
Philipp III. setzte sich über alle Bedenken hinweg. Auf einer Versammlung in Paris 1284 nahm er im Beisein des ganzen französischen Adels das Angebot des Papstes für seinen Sohn Karl von Valois an. Daraufhin wurde dieser durch den Kardinallegaten mit dem Königreich Aragón und der Grafschaft Barcelona investiert. Der neu hinzugekommene Anspruch auf Barcelona führte unweigerlich zu einem Krieg nicht nur gegen Aragón, sondern auch gegen Katalonien.

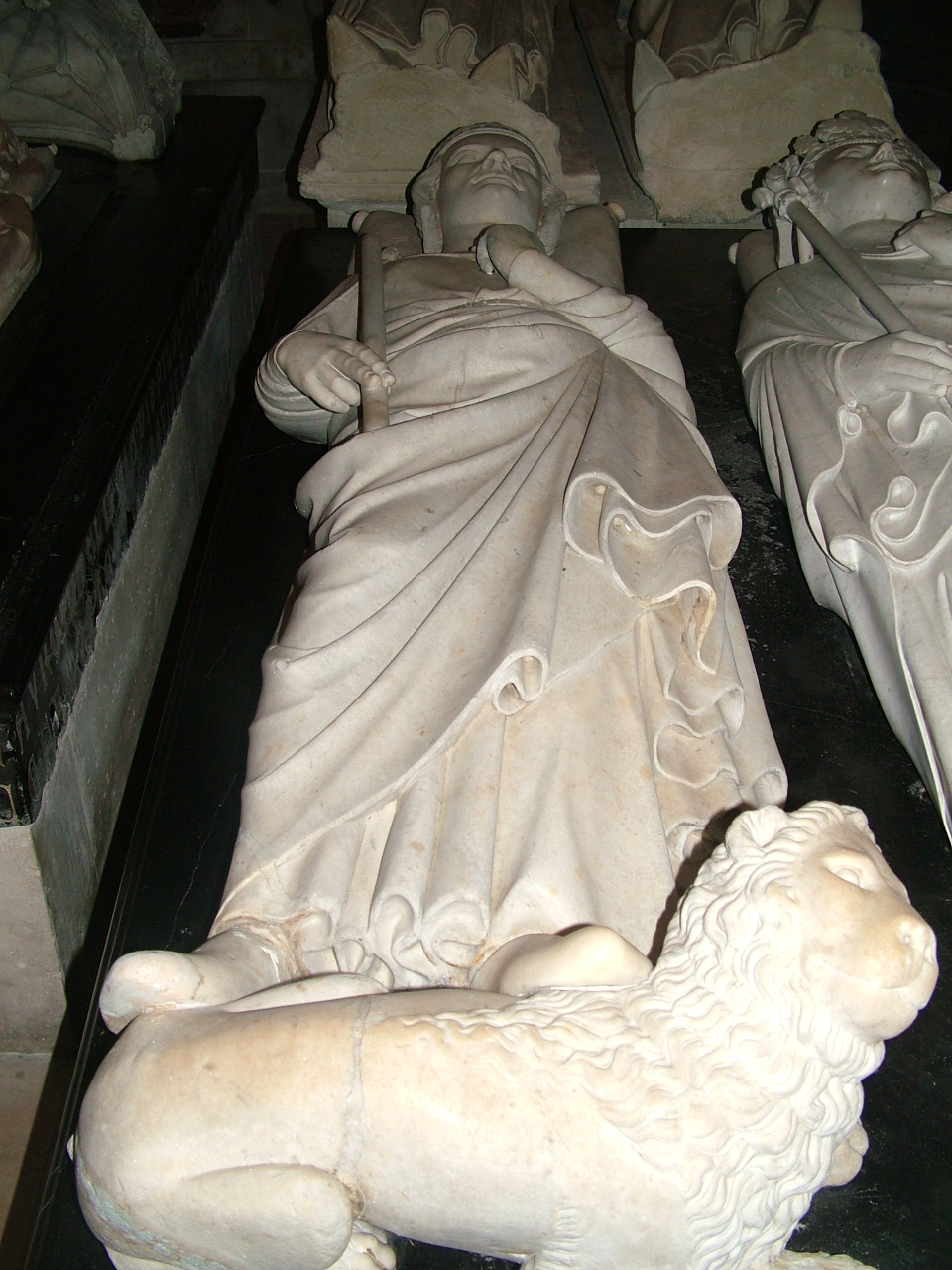
Grab von Philipp III. in Saint-Denis

Zwar fielen Anfang 1285 durch den Tod Karls von Anjou und Martins IV. beide wichtigsten Stützen des Kreuzzugsgedankens weg, jedoch hielt Philipp III. daran unbeirrt fest und griff im April des gleichen Jahres Katalonien an. Es gelang seinen Truppen unter großen Verlusten Anfang September, die Stadt Girona zu erobern. Da aber die aragonesische Flotte die französische Flotte geschlagen und die Truppen Philipps vom Nachschub abgeschnitten hatte, musste sich sein Heer nach Perpignan zurückziehen. Dort starb Philipp am 5. Oktober 1285 an der Ruhr. Seine Eingeweide wurden in Narbonne beerdigt, während seine Gebeine vorerst ihre letzte Ruhe in der Abteikirche St-Denis fanden und das Herz im Jakobinerkloster in Paris beigesetzt wurde.
Bei der Plünderung der Königsgräber von Saint-Denis während der französischen Revolution wurde sein Grab im August 1793 geöffnet und geplündert, seine Überreste wurden in einem Massengrab außerhalb der Kirche beerdigt.

## Historische Bedeutung
Philipp III. galt trotz der Unterweisung in den damals üblichen Bildungsbereichen als wenig gebildet. Umso mehr wurden seine Qualitäten als Ritter wie Tapferkeit und Mut hervorgehoben, die ihm wohl seinen Beinamen einbrachten.
Er war ein großer Freund von Turnieren und Jagd, erließ jedoch als König 1280 ein Turnierverbot für den Adel. Seine Milde wurde ihm oft als Schwäche und seine Freigiebigkeit als Verschwendung vorgeworfen. Sein großes Verdienst war die beträchtliche und dauerhafte Ausweitung der Krondomäne nach Süden und der Abschluss des durch seinen Vater begonnenen Aufbaus einer zentralisierten Verwaltung und der darauf basierenden modernen Staatlichkeit. Andererseits wurde Philipp III. von seinen Nachfolgern und auch bereits von seinen Zeitgenossen an seinem Vater gemessen, dessen Größe er nie erreicht hatte. Seine Herrschaft wurde oft als unausgewogen betrachtet, man warf ihm vor, er habe vieles vom Erbe Ludwigs IX. verspielt und sei zum Spielball verschiedener Fraktionen am französischen Hof geworden.
Philipps Sohn und Nachfolger Philipp IV. der Schöne brachte seine kritische Haltung dem Vater gegenüber dadurch zum Ausdruck, dass er bei der Neugestaltung der Königsgräber in Saint-Denis 1306 die Grabmäler von Philipp II., Ludwig VIII. und Ludwig IX. in Gold und Silber ausführen ließ, während das Grabmal Philipps III. weiterhin nur aus bemaltem und verziertem Stein bestand.

## Vorfahren
| Philipp II. August (1165–1223) | Philipp II. August (1165–1223) | Philipp II. August (1165–1223) | Philipp II. August (1165–1223) | Philipp II. August (1165–1223)    | Philipp II. August (1165–1223)    |                                   |                                   | Isabelle von Hennegau (1170–1190) | Isabelle von Hennegau (1170–1190) | Isabelle von Hennegau (1170–1190) | Isabelle von Hennegau (1170–1190) | Isabelle von Hennegau (1170–1190)  | Isabelle von Hennegau (1170–1190)  |                                    |                                    | Alfons VIII. von Kastilien (1155–1214) | Alfons VIII. von Kastilien (1155–1214) | Alfons VIII. von Kastilien (1155–1214) | Alfons VIII. von Kastilien (1155–1214) | Alfons VIII. von Kastilien (1155–1214) | Alfons VIII. von Kastilien (1155–1214) |                                  |                                  | Eleonore Plantagenet (1161–1214) | Eleonore Plantagenet (1161–1214) | Eleonore Plantagenet (1161–1214) | Eleonore Plantagenet (1161–1214) | Eleonore Plantagenet (1161–1214)   | Eleonore Plantagenet (1161–1214) |  |  | Alfons II. von der Provence (1180–1209) | Alfons II. von der Provence (1180–1209) | Alfons II. von der Provence (1180–1209) | Alfons II. von der Provence (1180–1209) | Alfons II. von der Provence (1180–1209) | Alfons II. von der Provence (1180–1209) |                                 |                                 | Garsende II. von Sabran (1180–1242) | Garsende II. von Sabran (1180–1242) | Garsende II. von Sabran (1180–1242) | Garsende II. von Sabran (1180–1242) | Garsende II. von Sabran (1180–1242)    | Garsende II. von Sabran (1180–1242)    |                                        |                                        | Thomas I. von Savoyen (1180–1233)      | Thomas I. von Savoyen (1180–1233)      | Thomas I. von Savoyen (1180–1233) | Thomas I. von Savoyen (1180–1233) | Thomas I. von Savoyen (1180–1233) | Thomas I. von Savoyen (1180–1233) |                              |                              | Margarete von Genf (?–1252)  | Margarete von Genf (?–1252)  | Margarete von Genf (?–1252) | Margarete von Genf (?–1252) | Margarete von Genf (?–1252) | Margarete von Genf (?–1252) |
| Philipp II. August (1165–1223) | Philipp II. August (1165–1223) | Philipp II. August (1165–1223) | Philipp II. August (1165–1223) | Philipp II. August (1165–1223)    | Philipp II. August (1165–1223)    |                                   |                                   | Isabelle von Hennegau (1170–1190) | Isabelle von Hennegau (1170–1190) | Isabelle von Hennegau (1170–1190) | Isabelle von Hennegau (1170–1190) | Isabelle von Hennegau (1170–1190)  | Isabelle von Hennegau (1170–1190)  |                                    |                                    | Alfons VIII. von Kastilien (1155–1214) | Alfons VIII. von Kastilien (1155–1214) | Alfons VIII. von Kastilien (1155–1214) | Alfons VIII. von Kastilien (1155–1214) | Alfons VIII. von Kastilien (1155–1214) | Alfons VIII. von Kastilien (1155–1214) |                                  |                                  | Eleonore Plantagenet (1161–1214) | Eleonore Plantagenet (1161–1214) | Eleonore Plantagenet (1161–1214) | Eleonore Plantagenet (1161–1214) | Eleonore Plantagenet (1161–1214)   | Eleonore Plantagenet (1161–1214) |  |  | Alfons II. von der Provence (1180–1209) | Alfons II. von der Provence (1180–1209) | Alfons II. von der Provence (1180–1209) | Alfons II. von der Provence (1180–1209) | Alfons II. von der Provence (1180–1209) | Alfons II. von der Provence (1180–1209) |                                 |                                 | Garsende II. von Sabran (1180–1242) | Garsende II. von Sabran (1180–1242) | Garsende II. von Sabran (1180–1242) | Garsende II. von Sabran (1180–1242) | Garsende II. von Sabran (1180–1242)    | Garsende II. von Sabran (1180–1242)    |                                        |                                        | Thomas I. von Savoyen (1180–1233)      | Thomas I. von Savoyen (1180–1233)      | Thomas I. von Savoyen (1180–1233) | Thomas I. von Savoyen (1180–1233) | Thomas I. von Savoyen (1180–1233) | Thomas I. von Savoyen (1180–1233) |                              |                              | Margarete von Genf (?–1252)  | Margarete von Genf (?–1252)  | Margarete von Genf (?–1252) | Margarete von Genf (?–1252) | Margarete von Genf (?–1252) | Margarete von Genf (?–1252) |
|                                |                                |                                |                                |                                   |                                   |                                   |                                   |                                   |                                   |                                   |                                   |                                    |                                    |                                    |                                    |                                        |                                        |                                        |                                        |                                        |                                        |                                  |                                  |                                  |                                  |                                  |                                  |                                    |                                  |  |  |                                         |                                         |                                         |                                         |                                         |                                         |                                 |                                 |                                     |                                     |                                     |                                     |                                        |                                        |                                        |                                        |                                        |                                        |                                   |                                   |                                   |                                   |                              |                              |                              |                              |                             |                             |                             |                             |
|                                |                                |                                |                                | Ludwig VIII. der Löwe (1187–1226) | Ludwig VIII. der Löwe (1187–1226) | Ludwig VIII. der Löwe (1187–1226) | Ludwig VIII. der Löwe (1187–1226) | Ludwig VIII. der Löwe (1187–1226) | Ludwig VIII. der Löwe (1187–1226) |                                   |                                   |                                    |                                    |                                    |                                    |                                        |                                        |                                        |                                        | Blanka von Kastilien (1188–1252)       | Blanka von Kastilien (1188–1252)       | Blanka von Kastilien (1188–1252) | Blanka von Kastilien (1188–1252) | Blanka von Kastilien (1188–1252) | Blanka von Kastilien (1188–1252) |                                  |                                  |                                    |                                  |  |  |                                         |                                         |                                         |                                         | Raimund Berengar V. (1205–1245)         | Raimund Berengar V. (1205–1245)         | Raimund Berengar V. (1205–1245) | Raimund Berengar V. (1205–1245) | Raimund Berengar V. (1205–1245)     | Raimund Berengar V. (1205–1245)     |                                     |                                     |                                        |                                        |                                        |                                        |                                        |                                        |                                   |                                   | Beatrix von Savoyen (?–1266)      | Beatrix von Savoyen (?–1266)      | Beatrix von Savoyen (?–1266) | Beatrix von Savoyen (?–1266) | Beatrix von Savoyen (?–1266) | Beatrix von Savoyen (?–1266) |                             |                             |                             |                             |
|                                |                                |                                |                                | Ludwig VIII. der Löwe (1187–1226) | Ludwig VIII. der Löwe (1187–1226) | Ludwig VIII. der Löwe (1187–1226) | Ludwig VIII. der Löwe (1187–1226) | Ludwig VIII. der Löwe (1187–1226) | Ludwig VIII. der Löwe (1187–1226) |                                   |                                   |                                    |                                    |                                    |                                    |                                        |                                        |                                        |                                        | Blanka von Kastilien (1188–1252)       | Blanka von Kastilien (1188–1252)       | Blanka von Kastilien (1188–1252) | Blanka von Kastilien (1188–1252) | Blanka von Kastilien (1188–1252) | Blanka von Kastilien (1188–1252) |                                  |                                  |                                    |                                  |  |  |                                         |                                         |                                         |                                         | Raimund Berengar V. (1205–1245)         | Raimund Berengar V. (1205–1245)         | Raimund Berengar V. (1205–1245) | Raimund Berengar V. (1205–1245) | Raimund Berengar V. (1205–1245)     | Raimund Berengar V. (1205–1245)     |                                     |                                     |                                        |                                        |                                        |                                        |                                        |                                        |                                   |                                   | Beatrix von Savoyen (?–1266)      | Beatrix von Savoyen (?–1266)      | Beatrix von Savoyen (?–1266) | Beatrix von Savoyen (?–1266) | Beatrix von Savoyen (?–1266) | Beatrix von Savoyen (?–1266) |                             |                             |                             |                             |
|                                |                                |                                |                                |                                   |                                   |                                   |                                   |                                   |                                   |                                   |                                   |                                    |                                    |                                    |                                    |                                        |                                        |                                        |                                        |                                        |                                        |                                  |                                  |                                  |                                  |                                  |                                  |                                    |                                  |  |  |                                         |                                         |                                         |                                         |                                         |                                         |                                 |                                 |                                     |                                     |                                     |                                     |                                        |                                        |                                        |                                        |                                        |                                        |                                   |                                   |                                   |                                   |                              |                              |                              |                              |                             |                             |                             |                             |
|                                |                                |                                |                                |                                   |                                   |                                   |                                   |                                   |                                   |                                   |                                   | Ludwig IX. der Heilige (1214–1270) | Ludwig IX. der Heilige (1214–1270) | Ludwig IX. der Heilige (1214–1270) | Ludwig IX. der Heilige (1214–1270) | Ludwig IX. der Heilige (1214–1270)     | Ludwig IX. der Heilige (1214–1270)     |                                        |                                        |                                        |                                        |                                  |                                  |                                  |                                  |                                  |                                  |                                    |                                  |  |  |                                         |                                         |                                         |                                         |                                         |                                         |                                 |                                 |                                     |                                     |                                     |                                     | Margarete von der Provence (1221–1295) | Margarete von der Provence (1221–1295) | Margarete von der Provence (1221–1295) | Margarete von der Provence (1221–1295) | Margarete von der Provence (1221–1295) | Margarete von der Provence (1221–1295) |                                   |                                   |                                   |                                   |                              |                              |                              |                              |                             |                             |                             |                             |
|                                |                                |                                |                                |                                   |                                   |                                   |                                   |                                   |                                   |                                   |                                   | Ludwig IX. der Heilige (1214–1270) | Ludwig IX. der Heilige (1214–1270) | Ludwig IX. der Heilige (1214–1270) | Ludwig IX. der Heilige (1214–1270) | Ludwig IX. der Heilige (1214–1270)     | Ludwig IX. der Heilige (1214–1270)     |                                        |                                        |                                        |                                        |                                  |                                  |                                  |                                  |                                  |                                  |                                    |                                  |  |  |                                         |                                         |                                         |                                         |                                         |                                         |                                 |                                 |                                     |                                     |                                     |                                     | Margarete von der Provence (1221–1295) | Margarete von der Provence (1221–1295) | Margarete von der Provence (1221–1295) | Margarete von der Provence (1221–1295) | Margarete von der Provence (1221–1295) | Margarete von der Provence (1221–1295) |                                   |                                   |                                   |                                   |                              |                              |                              |                              |                             |                             |                             |                             |
|                                |                                |                                |                                |                                   |                                   |                                   |                                   |                                   |                                   |                                   |                                   |                                    |                                    |                                    |                                    |                                        |                                        |                                        |                                        |                                        |                                        |                                  |                                  |                                  |                                  |                                  |                                  |                                    |                                  |  |  |                                         |                                         |                                         |                                         |                                         |                                         |                                 |                                 |                                     |                                     |                                     |                                     |                                        |                                        |                                        |                                        |                                        |                                        |                                   |                                   |                                   |                                   |                              |                              |                              |                              |                             |                             |                             |                             |
|                                |                                |                                |                                |                                   |                                   |                                   |                                   |                                   |                                   |                                   |                                   |                                    |                                    |                                    |                                    |                                        |                                        |                                        |                                        |                                        |                                        |                                  |                                  |                                  |                                  |                                  |                                  | Philipp III. der Kühne (1245–1285) |                                  |  |  |                                         |                                         |                                         |                                         |                                         |                                         |                                 |                                 |                                     |                                     |                                     |                                     |                                        |                                        |                                        |                                        |                                        |                                        |                                   |                                   |                                   |                                   |                              |                              |                              |                              |                             |                             |                             |                             |

## Ehen und Nachkommen
In erster Ehe heiratete Philipp am 28. Mai 1262 Isabella von Aragón († 1271), eine Tochter des Königs Jakob I. von Aragón und der Yolanda von Ungarn. Die Kinder des Paares waren:
- Ludwig (Louis; * 1264; † 1276 im Schloss Vincennes)
- Philipp IV. der Schöne (Philippe le Bel; * 1268 in Fontainebleau; 29. November 1314 in Fontainebleau), König von Frankreich
- Robert (* 1269; † 1276)
- Karl (Charles; * 12. März 1270 im Schloss Vincennes; † 5. oder 16. Dezember 1325), Graf von Valois, Stammvater des Hauses Valois
- ein am 28. Januar 1271 tot geborenes Kind

In zweiter Ehe vermählte er sich am 21. August 1274 im Schloss Vincennes mit Maria von Brabant (1260–1321), Tochter des Herzogs Heinrich III. von Brabant. Sie zeugten folgende Kinder:
- Ludwig (Louis; * Mai 1276; † 19. Mai 1319 in Paris), Graf von Évreux, Stammvater des Hauses Évreux
- Margarete (Marguerite; * 1279 oder 1282; † 14. Februar 1318 in Marlborough)
  - ⚭ 1299 mit König Eduard I. von England († 1307)
- Blanka (Blanche; * um 1285 in Paris; † 1. März 1305 in Wien)
  - ⚭ 29. Mai 1300 in Wien mit Rudolf III. von Habsburg († 1307), Herzog von Österreich und der Steiermark, späterer König von Böhmen